# Cape Girardeau
Cape Girardeau é uma cidade localizada no estado americano de Missouri, no Condado de Cape Girardeau e Condado de Scott.

## Demografia
Segundo o censo americano de 2000, a sua população era de 35.349 habitantes.
Em 2006, foi estimada uma população de 36.621, um aumento de 1272 (3.6%).

## Geografia
De acordo com o United States Census Bureau tem uma área de
63,0 km², dos quais 62,9 km² cobertos por terra e 0,1 km² cobertos por água. Cape Girardeau localiza-se a aproximadamente 107 m acima do nível do mar.

## Localidades na vizinhança
O diagrama seguinte representa as localidades num raio de 16 km ao redor de Cape Girardeau.